# GLUT1
GLUT1 (ГЛЮТ-1, глюкозный транспортёр тип 1), также известен как SLC2A1 (сокр. от англ. solute carrier family 2, facilitated glucose transporter member 1)  — однонаправленный белок-переносчик глюкозы. У человека кодируется геном SLC2A1. GLUT1 способствует облёгченному переносу глюкозы через плазматическую мембрану клеток млекопитающих.
Широко распространён в фетальных тканях. У взрослых максимальная экспрессия наблюдается в эритроцитах, а также в клетках эндотелия барьерных тканей, таких как ГЭБ.

## Обнаружение
GLUT1 был первым обнаруженным переносчиком глюкозы. GLUT1 крайне консервативен. У человека и мышей гомологичность данного белка составляет 98%. Гомологичность с другими глюкозными транспортёрами составляет 40%.

## Функция
Энергопроизводящий метаболизм в эритроцитах зависит от постоянного притока глюкозы из плазмы крови, в которой концентрация глюкозы поддерживается на уровне около 5 ммоль/л. Глюкоза проникает в эритроциты через глюкозный транспортёр благодаря облегченной диффузии, со скоростью проникновения, в 50 000 раз превышающей скорость простой трансмембранной диффузии. Глюкозные транспортёры в эритроцитах (GLUT1) — интегральные мембранные белки, имеющие 12 гидрофобных сегментов, каждый из которых, как считается, является пересекающей мембрану спиралью. Детальная структура GLUT1 пока неизвестна, но одна из перспективных моделей предполагает, что несколько расположенных друг рядом с другом спиралей формируют трансмембранный канал с гидрофильными остатками, которые могут связываться с глюкозой по ходу её движения по каналу.
GLUT1 отвечает за усвоение базальной глюкозы, необходимое для обеспечения процесса дыхания всех клеток. Уровни экспрессии GLUT1 в клеточных мембранах увеличиваются при уменьшении уровня глюкозы, и наоборот.
GLUT1 также является важным рецептором, участвующим в усвоении витамина C, особенно у млекопитающих, которые его не производят. У млекопитающих, производящих витамин C, вместо GLUT1 часто экспрессируется GLUT4.

## Структура
GLUT1 следует уравнению Михаэлиса — Ментен и содержит 12 пересекающих мембрану альфа-спиралей, каждая из которых состоит из 20 аминокислотных остатков. Анализ показывает, что спирали являются амфифильными, с одной стороны полярными, с другой — гидрофобными. Шесть из этих альфа-спиралей связываются вместе в мембране, в центре создавая канал, через который может проходить глюкоза. Снаружи канала расположены гидрофобные регионы, рядом с хвостами жирных кислот мембраны.

## Клиническая значимость
Мутации гена SLC2A1 ответственны за дефицит GLUT1, также известный как болезнь Де Виво, редкое аутосомно-доминантное заболевание. Это заболевание характеризуется низкой концентрацией глюкозы в спинномозговой жидкости (гипогликорахия), формой нейрогликопении, возникающей из-за нарушенного транспорта глюкозы через гемато-энцефалический барьер.
GLUT1 также выступает рецептором для T-лимфотропного вируса человека, благодаря которому вирус проникает в клетки.
Также была продемонстрирована возможность использования GLUT1 в качестве точного гистохимического маркера для младенческой гемангиомы.

## Взаимодействия
Было продемонстрировано взаимодействие GLUT1 с белком GIPC1.
В мозге есть два типа белка GLUT1: 45k и 55k. GLUT1 45k встречается в клетках астроглии, а GLUT1 55k в капиллярах мозга и отвечает за транспорт глюкозы из крови через гематоэнцефалографический барьер. Недостаток последнего приводит к снижению уровня глюкозы  в спинномозговой жидкости (менее чем 60 mg/dl), что может приводить к судорогам.
DERL3, недавно открытый ингибитор белка GLUT1, метилируется при коллатеральном раке. При этом таком раке метилирование DERL3 по-видимому опосредует Эффект Варбурга.

## Ингибиторы
Fasentin — низкомолекулярный ингибитор внутриклеточного домена GLUT1, предотвращает поглощение глюкозы.